# Château de Pennard
Ne doit pas être confondu avec Château de Pannard.
Le château de Pennard est un château en ruine situé près du village de Pennard, sur la péninsule de Gower, dans le sud du Pays de Galles. Le château a été construit au début du XIIe siècle comme ouvrage en bois à la suite de l'invasion normande du Pays de Galles. Les murs ont été reconstruits en pierre par la famille Braose durant les XIIIe et XIVe siècles. La famille y ajouta une guérite en pierre . Cependant, peu de temps après, l'avancée des dunes de sable a provoqué l'abandon du site et celui-ci est tombé en ruine. Des travaux de restauration ont été effectués au cours du XXe siècle et les vestiges du château sont désormais protégés en tant que bâtiment classé Grade II*.

## Histoire

### XIIIe–XIVesiècles

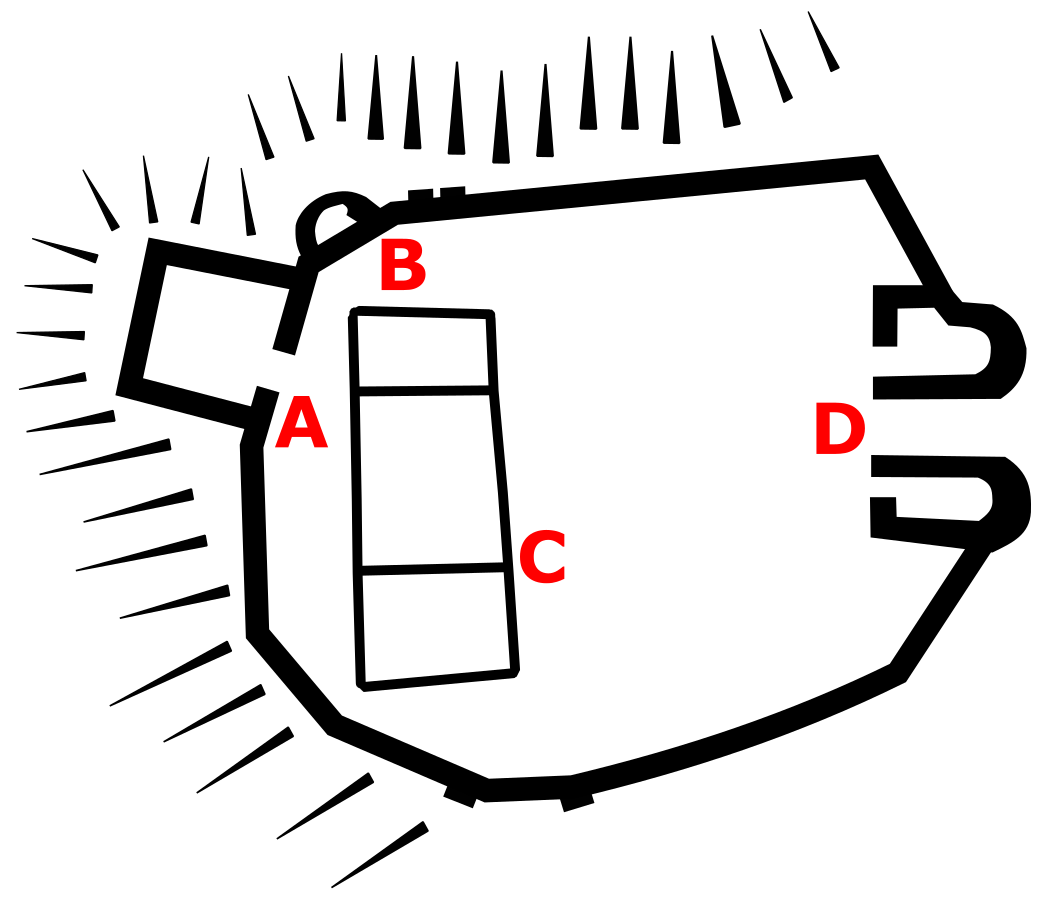
Plan du château au XIVe siècle ; A - Tour murale ouest ; B - Tour murale nord-ouest ; C - salle ; D - guérite.

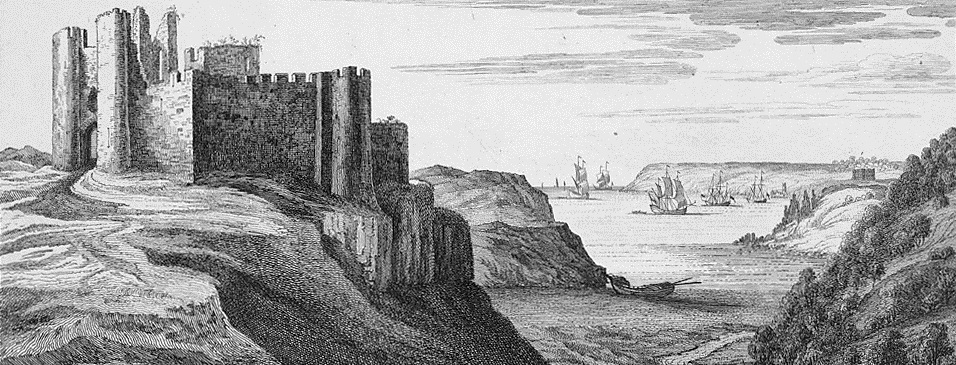
Une représentation du château du nord-est en 1741.

Les Normands ont commencé à faire des incursions dans le sud du Pays de Galles à partir de la fin des années 1060, poussant les populations vers l'ouest. Leur avancée est marquée par la construction de châteaux et la création de seigneuries régionales,. Le château de Pennard a été construit au début du XIIe siècle après qu’Henry de Beaumont, comte de Warwick, ait conquis la péninsule de Gower et fait de Pennard l'un de ses manoirs.
Le château a été construit sur un éperon calcaire, surplombant l'embouchure du ruisseau Pennard Pill et la Three Cliffs Bay (en). Il était protégé au nord et à l'ouest par les falaises environnantes,. La fortification prenait initialement la forme d'un anneau de forme ovale, 34m par 28m, avec un fossé défensif et des remparts tout autour. Les protections comprenaient aussi une halle en bois au centre. Une église locale, St Mary's, a été construite juste à l'est et une colonie s'est développée autour du site ; une garenne à lapins a été établie dans les dunes de sable voisines. Au début du XIIIe siècle, une simple salle en pierre a été construit sur le site de l'ancien bâtiment en bois, en utilisant du grès rouge-violet avec des détails en calcaire blanc,.
Au tournant des XIIIe et XIVe siècles, alors que le château était contrôlé par Guillaume et son fils, également appelé Guillaume, les défenses en bois furent remplacées. Un mince mur-rideau en pierre d'environ 8m de haut avec des créneaux, a remplacé les palissades, avec les défenses murales comprenant une tour carrée sur un éperon rocheux du côté ouest et une tour circulaire à l'angle nord-ouest. Une guérite a été construite comme nouvelle entrée, avec deux tours demi-circulaires qui imitent peut-être celles des châteaux régionaux tels que Caerphilly ; elle était faiblement défendue par une herse et une poignée de boucles de flèches,. Les nouveaux murs ont été construits à partir d'un mélange de moellons de grès rouge, probablement extraits localement, et de calcaire extrait du site du château lui-même,. Les Braoses ont peut-être reconstruit Pennard en remplacement de leur château à Penmaen, à proximité, qui a été abandonné à peu près au même moment en raison de l'empiétement des dunes de sable,.

### XVIe–XXIesiècles
Le château de Pennard a également commencé à souffrir de l'empiétement des dunes de sable et le château et son habitat ont été progressivement abandonnés. Une enquête de 1650 décrit la fortification comme étant « désolée et en ruine » et entourée de sable. En 1741, le mur sud du château s'était en grande partie effondré, mais le reste du château était apparemment encore globalement intact, bien qu'il ait subi de nouvelles pertes en 1795. C'était un sujet populaire pour les gravures, les croquis et les peintures à partir du XVIIIe siècle, la vue des ruines depuis l'est s'avérant particulièrement appréciée. En 1879, de grandes fissures étaient apparues dans la tour sud de la guérite, ce qui avait conduit à son effondrement partiel.
En 1922, les inquiétudes s'étaient accrues quant à l'état du château et des discussions eurent lieu entre le Pennard Golf Club, propriétaire du site, la Royal Institution et la Cambrian Archaeological Association. Un comité mixte a été formé pour collecter des fonds pour les réparations de la maçonnerie, mais les coûts semblent avoir été excessifs et la guérite a été réparée avec du béton entre 1923 et 1924. Une grande partie du mur sud restant s'est effondrée au début des années 1960 et une étude archéologique a été menée entre 1960 et 1961. Des réparations urgentes de la maçonnerie ont ensuite été effectuées en 1963, financées par une combinaison du Ministère des Travaux publics (en) , de la Gower Society, du club de golf et d'un appel public lancé par les journaux locaux.

Le château vu de l'ouest, avec le golf visible au-delà.

Au XXIe siècle, les ruines de la guérite survivent encore, atteignant les créneaux du côté est, en partie parce qu'elle a été construite avec un mortier très résistant. Des parties du mur-rideau subsistent, principalement sur les côtés nord et est, aujourd'hui d'environ 1,1 mètres d'épaisseur et d'une moyenne 5 mètres de hauteur, ainsi que les restes de la tour murale carrée. Les ruines sont protégées par la loi britannique en tant que bâtiment classé de grade II* et monument ancien classé.

## Voir également
- Liste des châteaux du Pays de Galles
- Châteaux en Grande-Bretagne et en Irlande